# 金思辰
金思辰（1982年10月6日—），中国大陆主持人，生于浙江省。2010年加入江苏省广播电视总台，现为江苏卫视的主持人。

## 主持
- 江苏卫视：《新闻眼》
- 江苏公共·新闻频道：《评新而论》《思辰有道》

## 奖项及荣誉[2]
- 2012年先进工作者
- 2012年江苏省广播电视总台新闻中心新锐主持人
- 2012年江苏省广播电视总台十佳主持人
- 2014年江苏省广播电视总台十佳主持人